# Глубокое (озеро, Мурманск)
Глубокое — озеро в южной части Мурманска в Мурманской области России. Находится в Первомайском округе города между улицей Крупской и проездом Михаила Бабикова. Район расположения озера — бывший посёлок Южное Нагорное, один из старейших микрорайонов Мурманска, полностью перестроенный в 70—80-х годах XX века.
Расположено озеро на высоте 78 метров над уровнем моря и состоит из двух частей, соединяющихся небольшой протокой, через которую перекинут пешеходный мостик. Иногда озеро рассматривается как группа — озёра Глубокие. Наибольшая глубина — 8 м. В южной части озера находится небольшой остров. Берег озера скалистый, поросший лесом и кустарником. К северу, востоку и югу от озера находится сплошная многоэтажная застройка 311-го, 312-го и 313-го микрорайонов Мурманска.
Озеро подпружено дамбой, по которой улица Крупской соединена с проездом Бабикова пешеходной дорожкой. Из озера берёт начало безымянный ручей (левый приток Фадеева ручья), который канализирован до улицы Капитана Копытова.
Территория вокруг озера является одним из живописных мест города. В 2015 году у озера Глубокого у дома № 35 по улице Крупской оборудовали прогулочную зону с обзорной площадкой; с Семёновского озера перенесли плавающий фонтан. Вокруг северной части озера планируется оборудовать пешеходный прогулочный маршрут. Озеро Глубокое, как и Семеновское озеро, относят к двум самым популярным озёрам города. Зимой регулярно на озере проводится измерение толщины льда.
Берега и вода озера сильно загрязняются бытовым мусором, автотранспортом и стоками. В 2013 году проведена очистка озера земснарядами от донных отложений. В летнее время при высокой температуре может «цвести».
Озеро Глубокое является местом обитания дикой утки. До загрязнения озера в нём также водились щука, плотва, ряпушка, сиг и ондатры.

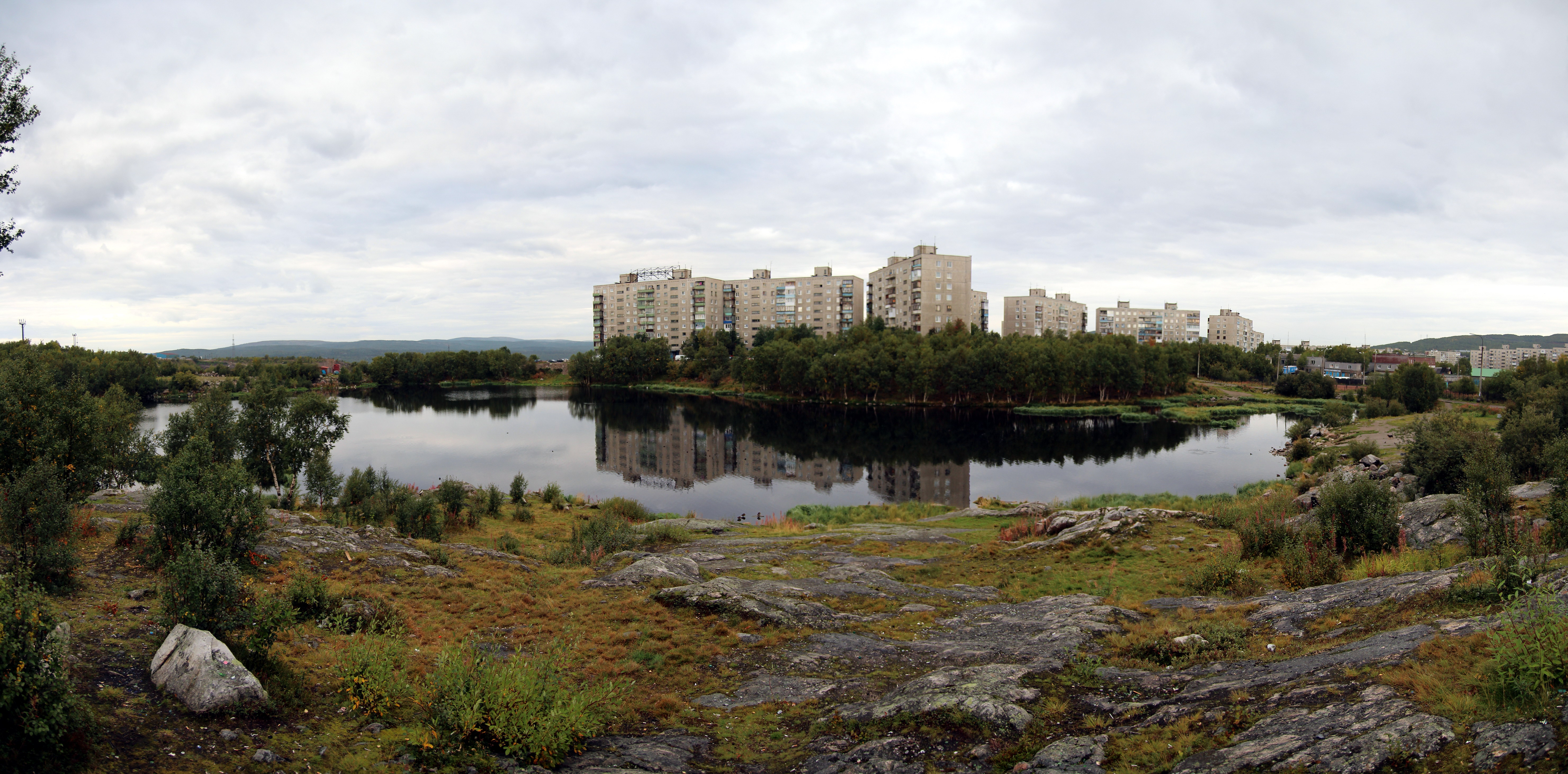
Северная часть озера
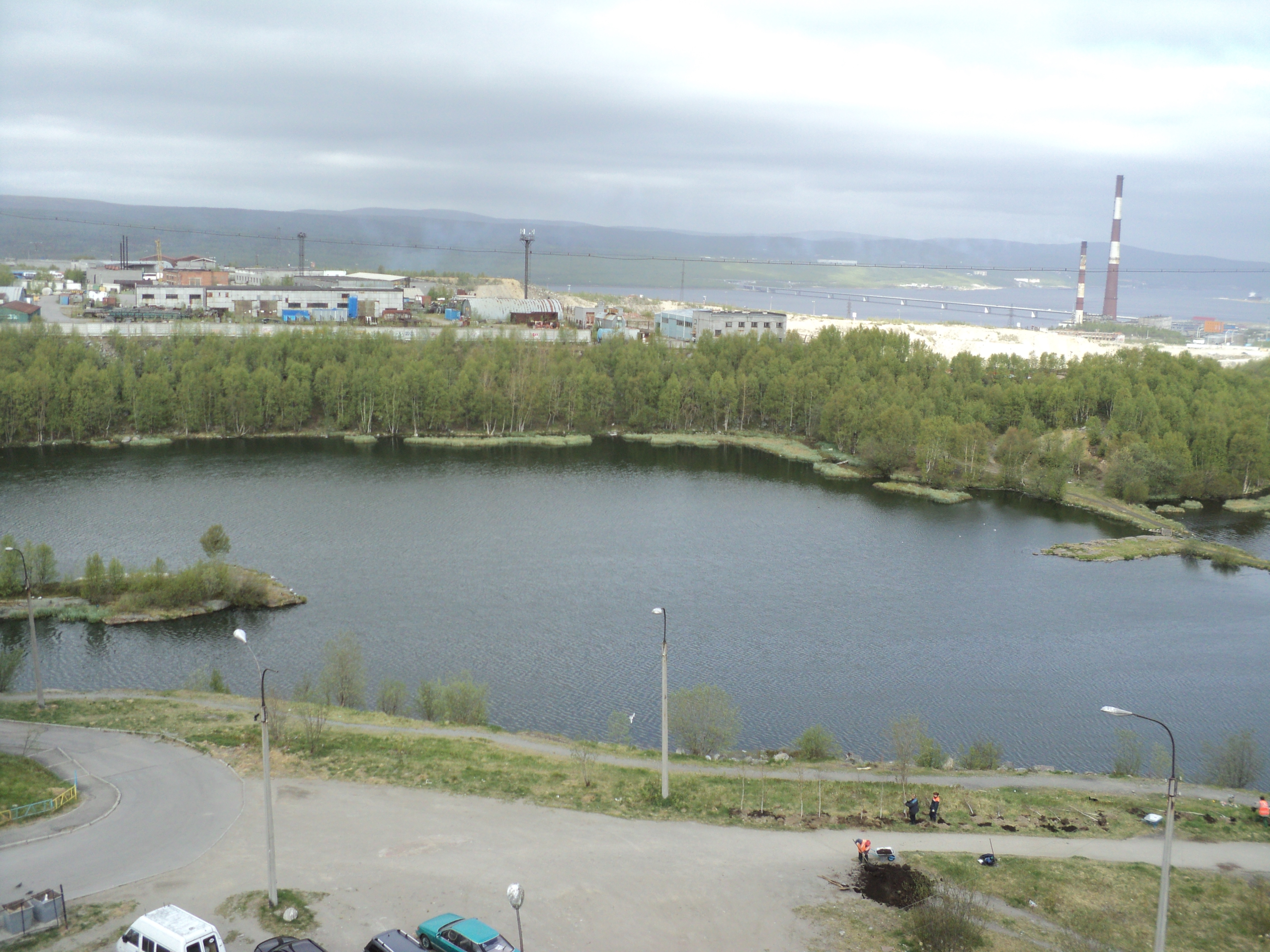
Южная часть озера с островом
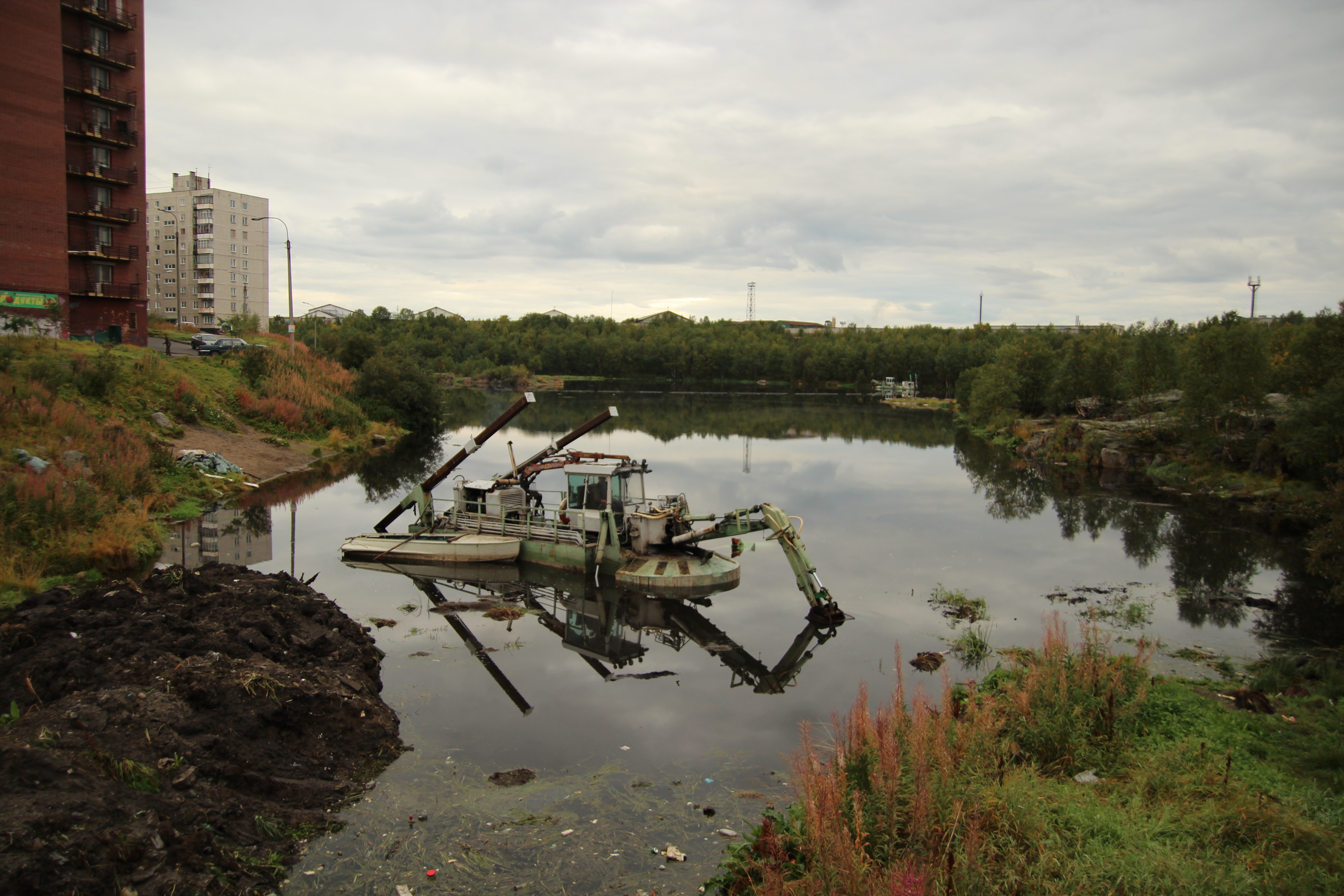
Очистные работы донных отложений
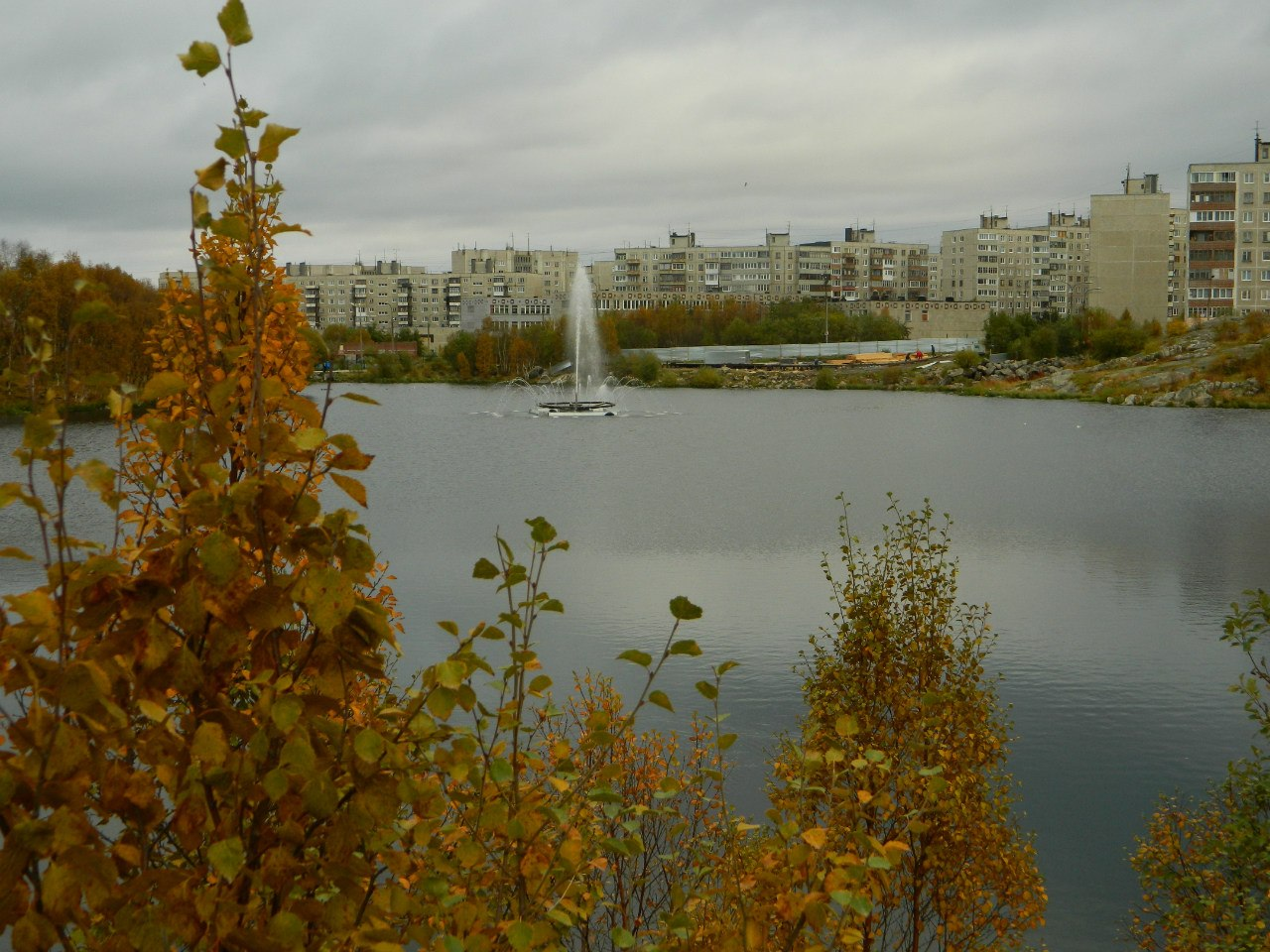
Вид на фонтан